# Wieża widokowa na Białej Górze
Wieża widokowa na Białej Górze – turystyczna wieża widokowa na Białej Górze w mieście Zwierzyniec w województwie lubelskim, w powiecie zamojskim.

## Opis
Biała Góra wznosi się na wysokość 289 m n.p.m. w pobliżu Roztoczańskiego Centrum Naukowo-Edukacyjnego przy ul. Biały Słup w Zwierzyńcu. Przy drodze ze Zwierzyńca do wsi Sochy znajduje się parking, od którego prowadzi ogrodzona drewnianym płotem droga do wieży widokowej. Wieża znajduje się na łące, a jej taras widokowy na wysokości 9 m nad ziemią. Roztacza się z niego panorama obejmująca 360° na Roztocze i Roztoczański Park Narodowy. Widoczne jest Roztocze Środkowe (Tomaszowskie), Bukowa Góra z obszarem ochrony ścisłej, Roztocze Szczebrzeszyńskie, Roztocze Zachodnie, dolina rzeki Wieprz, Roztocze Środkowe. Na tarasie widokowym zamontowano opisane panoramy widokowe. Na łąkach otaczających wieżę prowadzona jest hodowla zachowawcza konika polskiego, co stanowi dodatkową atrakcję turystyczną. Z wieży można prowadzić także obserwacje ornitologiczne.
Budowę wieży sfinansowano ze środków Narodowego Funduszu Ochrony Środowiska i Gospodarki Wodnej. Dojść do niej można ścieżką poznawczą zaczynającą się przy parkingu Roztoczańskiego Centrum Naukowo-Edukacyjnego w Zwierzyńcu, lub od parkingu przy drodze Zwierzyniec- Sochy.